# يان موراي (سياسي كندي)
يان موراي هو سياسي كندي، ولد في 7 مايو 1951 في سارنيا في كندا. حزبياً، نشط في الحزب الليبرالي الكندي. وقد انتخب عضو مجلس العموم الكندي.